# Чернов, Сергей Иванович (геолог)
Сергей Иванович Чернов (14 февраля 1907, Кокандский уезд, Туркестанское генерал-губернаторство — 20 февраля 1996, Новосибирск, Россия) — русский геолог, общественный деятель, один из организаторов поиска и открытия первых нефтяных месторождений Западной Сибири, главный геолог Западно-Сибирской нефтеразведочной экспедиции, начальник Полевой геолого-поисковой партии треста «Запсибнефтегеология», главный геолог Новосибирской геолого-поисковой экспедиции.

## Биография
Сергей Иванович вырос в большой семье, в которой было шесть сестер и шесть братьев. Средняя Азия — Коканд и Ташкент были их местом рождения, а необъятные просторы Российской империи от Сахалина до Украины были потом полем его деятельности как специалиста геолога и практика геолога-нефтяника. Роль Сергея Ивановича на начальном этапе проведения поисково-разведочных работ на территории Западной Сибири, была наиболее сложной. Он был одним из первопроходцев, после чего была открыта большая нефть на Западно-Сибирской равнине. Он с семьей приехал в Сибирь на начало поисков большой нефти одним из первых специалистов.
Как свидетельствуют документы и автобиографические данные, он был направлен в г. Новосибирск по распоряжению начальника ГЛАВКА на должность главного геолога и зам. начальника Западно-Сибирской нефтеразведочной экспедиции. Согласно записи в трудовой книжке он был зачислен на эту должность с 1 июля 1949 года, на которой он проработал до 20 октября 1950 года до разделения двух трестов Минусинского и Западно — Сибирского. На работу в Западной Сибири он приехал зрелым и хорошо знающим нефтепоисковые работы специалистом с большим багажом знаний после окончания Ленинградского горного института и практикой в нефтяных районах, в том числе в тресте «Ишимбайнефть» и с опытом проведения геологоразведочных работ в различных регионах страны. За его плечами были нефтяные промыслы северного Сахалина, довоенная и послевоенная Украина (г. Киев и г. Ромны), Булаево — Казахстан, Кемеровская область — Ермаковская геологоразведочная партия с поисково-разведочными работами на нефть и газ, где он работал старшим геологом в геологических партиях. С Украины, в районах которых были впоследствии открыты нефтяные месторождения, премиальные вознаграждения по мере проведения разведки и доразведки месторождений присылались ему в Новосибирск вплоть до семидесятых годов. Именно в этот период его плодотворная работа в геологии была оценена правительственными наградами медалью «За трудовую доблесть» в апреле 1949 года и орденом «Трудового Красного знамени» 9 сентября 1950 г. У Сергея Ивановича было много командировок в участки, где работали партии в полевых условиях.
В 1952 году было построено новое здание треста «Запсибнефтегеология» на улице Ломоносова, и Сергей Иванович вместе с руководящим составом треста получили первую квартиру в г. Новосибирске. По-видимому, название улицы, где работали и творили специалисты треста символизировало, что в недалеком будущем в Сибири грядут великие открытия нефти и по выражению М. В. Ломоносова «Богатства России будут прирастать Сибирью». Природные богатства открылись сибирским геологам и первые открытия радовали, что труд большого количества производственников и научных сотрудников принесли позитивные успехи.
Начиная с января 1954 и по январь 1959 года его вновь назначают главным геологом Новосибирской геолого-поисковой экспедиции, где он в течение пяти лет возглавлял геологическую службу работы экспедиции с колонковым бурением и геологической интерпретацией полученных результатов, построением структурных карт на чеканскую и люлинворскую свиты, с последующей прогнозной оценкой на унаследованные антиклинальные поднятия, возможные ловушки нефти и газа в более погребенных горизонтах. В это время работы в Новосибирской геологоразведочной экспедиции при его непосредственном участии организованы лаборатории по изучению кернового материала, в том числе химическая, палеонтологическая, литологическая и другие, в рамках которых накапливался и изучался базовый материал перспективных отложений Западной Сибири. Итогом первых геологических работ и усилием знаний специалистов производственного и научного потенциала было положено начало первых открытий нефтяных и газовых месторождений в Западной Сибири, а крупнейшие и уникальные месторождения такие как Самотлор, Уренгой таились еще в недрах природы, ждали своего часа.
Отрывок из книги Василия Арсеньевича Величко «Посевы солнца»:

«Главный геолог Новосибирской экспедиции Сергей Чернов назвал новейшую цифру запасов руды в бассейне — 600 миллиардов тонн. Такие величины не вмещаются в сознании. Сергей Чернов вез с Ваха образцы древних руд, и ему все слышалось, будто бьет и гудит под северной землей некий колокол, возвещая миру об открытии фантастического сокровища. Не найти в Томске и, пожалуй, во всей Западной Сибири такого ученого, экономиста или общественного деятеля, которого бы не интересовало, не волновало железо снежной России.».

Один из любимых его младших братьев, Василий Иванович Чернов является первооткрывателем крупнейшего Газлинского месторождения, лауреат Ленинской премии. Символично, что крупица большого труда Сергея Ивановича вложена в сибирскую нефть и газ в Западной Сибири, в том числе в Томской, Новосибирской и Тюменской областях, а его брата в изучение нефтегазоносных отложений Узбекистана. В 1966 году к предприятиям Нижнего Тагила пошла подача тюменского газа и сомкнулись крупнейшая в мире газовая магистраль Газли — Игрим. 

Василий Иванович Чернов, Людмила Сергеевна Чернова,Сергей Иванович Чернов

### Страницы карьеры геолога
- Ноябрь 1924 — август 1929: коллектор нефтепромысла Щорсу «КИМ», Узбекгоснефть
- Август 1929 — ноябрь 1931: старший мастер, Карагандауглеразведка
- Сентябрь 1931 — июнь 1936: студент Ленинградского горного института (по окончании получена специальность «Разведка рудная», квалификация инженера-геолога)
- Май 1932 — октябрь 1932: прораб-геолог, Боровичская углеразведка Ленбуртреста
- Май 1933 — октябрь 1933: старший коллектор, Рудник «Степняк», Каззолото
- Апрель 1934 — ноябрь 1934: старший коллектор, Тувинская геологоразведочная партия Союза «Разметразведка»
- Май 1935 — октябрь 1935: старший коллектор, нефтепромысел «Ишимбайнефть» Башнефтьтреста
- Апрель 1936 — сентябрь 1939: старший геолог, трест «Сахалиннефть»
- Сентябрь 1939 — август 1941: старший геолог, трест «Укрнефтепромразведка»
- Август 1941 — декабрь 1945: старший геолог разведок, Запсибнефтетрест Наркомнефти
- Декабрь 1945 — июль 1949: старший геолог разведок, трест «Укрнефтепромразведка»
- Июль 1949 — декабрь 1949: главный геолог, зам. начальника Западно-Сибирской нефтеразведочной экспедиции
- Декабрь 1949 — октябрь 1950: зам. главного геолога, трест «Забсибнефтегеология»
- Октябрь 1950 — январь 1954: начальник Полевой геолого-поисковой партии треста «Запсибнефтегеология»
- Январь 1954 — январь 1959: главный геолог Новосибирской геолого-поисковой экспедиции
- Январь 1959 — май 1961: начальник геологического отдела Новосибирской геолого-поисковой экспедиции
- Май 1961- сентябрь 1962: старший геолог Гидрогеологической станции Новосибирской геолого-поисковой экспедиции
- Сентябрь 1962 — февраль 1996: пенсионер

### Семья
- Дочь — Людмила Сергеевна Чернова[4] (1938—2014), родилась в г. Оха на о. Сахалин. Она пошла по стопам своего отца, связала свою жизнь с геологией, с ее одной из ветвей — литологией. Она тринадцатый геолог в большой семье Черновых. Свою трудовую деятельность начала сразу после школы, пришла работать препаратором в литологическую лаборатории в 1957 году в СФ ВНИГРИ, который в ноябре 1957 года стал самостоятельным институтом (СНИИГГиМС). Работала на должностях препаратора, старшего лаборанта, инженера, старшего научного сотрудника, заведующего петрографической лабораторией, с 1979 по 2012 год руководила лабораторией «Литология нефтегазоносных отложений». 01.02.1973 в Томском государственном университете защитила диссертацию на соискание ученой степени кандидата геолого-минералогических наук.
- Внук — Сергей Владимирович Судоплатов[5] закончил Новосибирский государственный университет по специальности математика и прикладная математика с отличием, аспирантуру, докторантуру и квалифицируется в настоящее время на научно-исследовательской и преподавательской ниве. Он ведущий научный сотрудник Института математики имени С. Л. Соболева СО РАН, заведующий кафедрой Новосибирского государственного технического университета, профессор Новосибирского государственного университета, доктор физико-математических наук и в одном из разделов его докторской диссертации[6] имеется разработка по полигонометрии[7], которая применима в геолого-геодезических работах.

### Последние годы жизни
Сергей Иванович прожил долгую жизнь — 89 лет. После выхода на пенсию Сергей Иванович жил в Новосибирске. Сад, пчёлы и работа с ними были одним из любимейших его дел в последние десятилетия. Он был пчеловод-любитель с законченными курсами. На фотографии запечатлен фрагмент просматривания им рамок ульев. Тысячи шагов ежедневно он проделывал от своей дачи к ульям и обратно. У него было много друзей на даче, тоже бывших сотрудников геологического треста, с которыми он поддерживал самые тёплые и тесные отношения.
Похоронен на Заельцовском кладбище Новосибирска (квартал 28).

## Награды
- 1949 — «За трудовую доблесть»
- 1950 — Орден Трудового Красного Знамени
- 1995 — «За доблестный труд в Великой Отечественной войне 1941—1945 гг.»
- 1995 — «50 лет Победы в Великой Отечественной войне 1941—1945 гг.»